# 하나조노 대학
하나조노 대학(일본어: 花園大学, はなぞのだいがく )은 일본의 사립대학이다. 본부는 교토부 교토시에 있다.
임제종 계열의 선불교 재단이 운영하는 학교이다. 1872년에 창립되었고, 1949년에 대학이 설립되었다.

## 연혁
- 1872년 : 학교 설립
- 1911년 : 린자이슈 대학으로 개칭
- 1934년 : 린자이슈 전문학교로 개칭
- 1949년 : 하나조노 대학으로 승격
- 1977년 : 현재의 위치로 이전

## 학부
- 문학부
  - 국제선학과
  - 일본사학과
  - 문화유산학과
  - 일본문화과
  - 창조표현학과
- 사회복지학부
  - 사회복지학과
  - 임상심리학과
  - 아동복지학과 (2009년도 설치 예정)

## 대학원
- 문학연구과 - 불교학, 일본사학, 국문학 전공
- 사회복지학연구과 - 사회복지학 전공